# Paine Wingate
Paine Wingate (Amesbury, Massachusetts; 14 de mayo de 1739 - Stratham, New Hampshire; 7 de marzo de 1838), fue un predicador, estadista y agricultor estadounidense. Sirvió en New Hampshire en el Congreso Continental y en el Senado de los Estados Unidos y la Cámara de Representantes de los Estados Unidos. Sexto hijo de doce hermanos del predicador Paine Wingate, quien también era ministro; se graduó del  Harvard College en 1759. Fue ordenado ministro de la Iglesia congregacional en 1763, posteriormente se convirtió en pastor y en 1776 renunció a su ministerio y se dedicó a la agricultura en Stratham.
Wingate fue elegido para varios mandatos en la Cámara de Representantes de Nuevo Hampshire. En 1788, se desempeñó como delegado en el Congreso Continental y fue un firme defensor de la ratificación de la Constitución de los Estados Unidos. New Hampshire lo designó para el primer Senado de los Estados Unidos, en el que se desempeñó desde el 4 de marzo de 1789 hasta el 3 de marzo de 1793. Luego fue elegido para la Cámara de Representantes de los Estados Unidos, donde prestó servicios desde el 4 de marzo de 1793 hasta el 3 de marzo de 1795. Mientras se encontraba en el Senado, Wingate formó parte del comité que redactó la Ley del Poder Judicial de 1789, que estableció el sistema de tribunales federales. Se desempeñó como juez asociado de la Corte Suprema de New Hampshire desde 1798 hasta 1808.